# تیلکمات
تیلکمات (به لاتین: Tilekmat) یک منطقهٔ مسکونی در قرقیزستان است که در استان ایسیق‌کول واقع شده‌است. تیلکمات ۳٬۳۰۶ نفر جمعیت دارد.